# グルバン・ベルディエフ
グルバーン・ベキイェーヴィチ・ベルディーイェフ（トルクメン語: Gurban Bekiýewiç Berdiýew, ロシア語: Курбан Бекиевич Бердыев, 1952年8月25日 - ）は、ソビエト連邦（現トルクメニスタン）・アシガバート出身の元サッカー選手、現サッカー指導者。現役時代のポジションはMF、DF。

## 来歴
現役時代はMF、DFとしてプレー。ソ連リーグでの出場経験もある。
現役引退後、サッカー指導者へ転身。徹底してハードワークと組織プレーを叩き込むチーム作りを行っている。カザフスタン、トルクメニスタンでの指導を経て、2001年8月にロシアのタタールスタン共和国のクラブ、FCルビン・カザンの監督に就任。2002年シーズンに2部リーグ優勝を果たし、ロシア・プレミアリーグに初昇格すると、翌年にはリーグ3位の成績を残しクラブの地位を固めていく。2008年、新戦力セルゲイ・セマク、ギョクデニズ・カラデニズらの活躍もありクラブをリーグ初優勝に導き、翌年にはリーグ連覇をはじめ国内3冠を達成した。
2009-10シーズンのUEFAチャンピオンズリーグに初出場し、グループリーグではFCバルセロナをカンプ・ノウで撃破し、インテルナツィオナーレ・ミラノを最後まで苦しめるなど大健闘した。最終的に3位に入り、UEFAヨーロッパリーグ出場を果たしている。2013年12月まで、12年以上に亘りルビン・カザンを指揮。そのうち2014年4月から2012年末まではクラブの副社長も兼務した。
2014年12月18日、FCロストフの監督として招聘される。ルビン・カザン時代に指導したクリスティアン・ノボアやセサル・ナバスを引き抜き、2015-16シーズンにはリーグ2位へ導いた。
2017-18シーズンより、ハビ・グラシアの後任としてルビン・カザンの監督に復帰。2018-19シーズン終了後、クラブが財政的に問題を抱えていたこともあり辞任することを表明した。

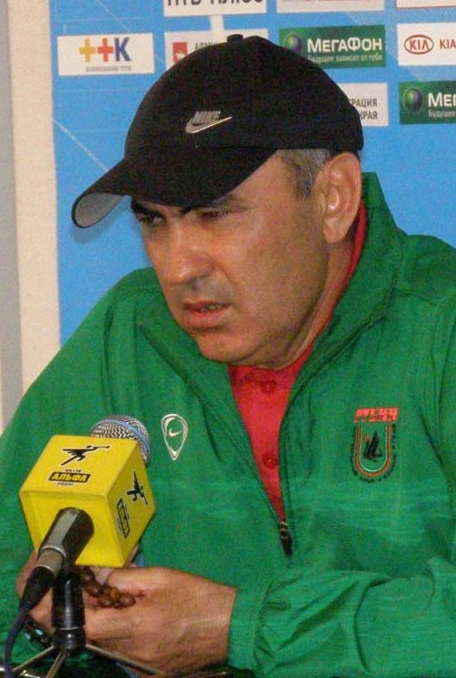
ベルディエフは公式の場で必ず数珠を携帯している。

## タイトル
監督時代
ニサ・アシガバート
- トルクメニスタン・カップ : 1998
- トルクメニスタン・リーグ : 1999

ルビン・カザン
- ロシア・ナショナル・フットボールリーグ : 2002
- ロシア・プレミアリーグ : 2008, 2009
- ラ・マンガ・カップ : 2005, 2006
- ロシア・スーパーカップ : 2010
- CISカップ : 2010
- マルベーラ・カップ : 2012

個人
- ロシアサッカー連合最優秀監督 : 2009